# Орбелян, Константин Гарриевич
Константи́н Га́рриевич Орбеля́н (род. 27 августа 1956, Сан-Франциско, США) — американский дирижёр, пианист, продюсер, четырежды номинант на премию «Грэмми». 
Художественный руководитель и директор Национального академического театра оперы и балета Армении имени А. Спендиаряна. С 2021 г. Музыкальный руководитель и главный дирижёр театра Нью-Йорк Сити Опера. Главный дирижёр Каунасского симфонического оркестра. 
С 1991 по 2010 возглавлял Государственный академический камерный оркестр России. Заслуженный артист Российской Федерации (2003).

## Биография
Родился в 1956 году в Сан-Франциско, в семье знатного армянского княжеского рода из Сюника — Орбелянов. Уже в 4 года брал первые уроки игры на фортепиано в детском отделении консерватории Сан-Франциско в классе Клэр Джеймс. В 11 лет дебютировал как пианист с Симфоническим оркестром Сан-Франциско.
Племянник известного армянского композитора, народного артиста СССР Константина Агапароновича Орбеляна.
Учился в ЦМШ по классу фортепиано у Анаиды Степановны Сумбатян.
Окончил Джульярдскую высшую музыкальную школу в Нью-Йорке. С 1980 по 1990 год дал около 750 концертов в качестве пианиста.
Его запись Фортепианного концерта Арама Хачатуряна в сопровождении Королевского шотландского национального оркестра и дирижёра Нээме Ярви была очень высоко оценена музыкальной критикой всего мира и получила признание как «Лучшая запись года» в Великобритании.
В начале 1990-х начал заниматься дирижированием.
В 1991—2010 годах был художественным руководителем и главным дирижёром Государственного академического камерного оркестра России.
В 2003 году Константину Орбеляну (первому из иностранцев, не имеющих российского гражданства) присвоено звание Заслуженного артиста России.
С 2010 года на протяжении нескольких лет возглавлял Московский камерный оркестр Театрально-концертного центра Павла Слободкина.
В 2013 году был приглашённым музыкальным руководителем Волгоградского государственного театра «Царицынская опера».
С 2014 года — главный дирижёр Каунасского симфонического оркестра (Kaunas City Symphony Orchestra Архивная копия от 9 июля 2021 на Wayback Machine).
Номинант на премии «Грэмми» — 2014, «Грэмми» — 2017, «Грэмми» — 2018, «Грэмми» — 2019 за диски, записанные совместно с Лоуренсом Браунли, Стивеном Костелло и Дмитрием Хворостовским, Каунасским симфоническим оркестром и Санкт-Петербургским государственным академическим симфоническим оркестром.
Художественный руководитель, приглашённый дирижёр многочисленных фестивалей, оркестров, театров.
Известен своей работой и сотрудничеством с певцами мирового класса, а также поддержкой молодых вокалистов.
С 2016 года — художественный руководитель, а затем и директор Армянского академического театра оперы и балета имени А. А. Спендиарова.
Журнал «Opera News» называл Орбеляна лучшим вокальным дирижёром современности, «Орбелян — дирижёр, о котором певцы могут только мечтать».
Постоянно работал с Дмитрием Хворостовским, вместе выпустили 23 диска. В 2017 году вскоре после похорон Д. А. Хворостовского стало известно, что за одну из последних совместных работ, запись оркестровой версии сочинения Г. Свиридова «Отчалившая Русь», покойный певец и Константин Орбелян номинированы на премию «Грэмми».
В 2021 году был назначен музыкальным руководителем и главным дирижёром театра «Нью-Йоркская городская опера».
Орбелян записал более 60 компакт-дисков для лейбла Delos, а также DVD и компакт-диски, выпущенные на лейблах Decca, Deutsche Grammophon, Chandos, Philips и Warner.

## Признание и награды
- Заслуженный артист Российской Федерации (13 декабря 2003) — за заслуги в области музыкального искусства[2]
- Благодарность Министра культуры и массовых коммуникаций Российской Федерации (15 августа 2006) — за достигнутые успехи в творческой деятельности и в связи с 50-летием со дня рождения[3].
- Благодарность Законодательного Собрания Санкт-Петербурга (20 июня 2007) — за существенный личный вклад в развитие культуры и искусства в Санкт-Петербурге и в связи с 15-летием ежегодного международного фестиваля классической музыки «Дворцы Санкт-Петербурга»[4].
- Орден Дружбы (Россия, 1 сентября 2011) — за большой вклад в популяризацию классической музыки и развитие культурных связей между Российской Федерацией и Соединёнными Штатами Америки[5].
- Орден Дружбы (Армения, 12 мая 2015) — за вклад в укрепление армяно-российских культурных связей[6].
- Почётная медаль острова Эллис (2001).